# Zohra Sehgal
Zohra Sehgal (Hindi: ज़ोहरा सहगल; Urdu: زہرہ سہگل; Saharanpur, 27 aprile 1912 – Nuova Delhi, 10 luglio 2014) è stata un'attrice indiana.
È apparsa, infatti, in molti film di Bollywood, dal 1946 al 2007.

## Filmografia parziale
- Neecha nagar, regia di Chetan Anand (1946)
- Il lungo duello (The Long Duel), regia di Ken Annakin (1967)
- Delirious (Tales That Witness Madness), regia di Freddie Francis (1973)
- Caravaggio, regia di Derek Jarman (1986)
- Dil Se, regia di Mani Ratnam (1998)
- Hum Dil De Chuke Sanam, regia di Sanjay Leela Bhansali (1999)
- Sognando Beckham (Bend It Like Beckham), regia di Gurinder Chadha (2002)
- Kal Ho Naa Ho, regia di Nikhil Advani (2003)
- Veer-Zaara, regia di Yash Chopra (2004)
- La maga delle spezie (The Mistress of Spices), regia di Paul Mayeda Berges (2006)
- Senza zucchero (Cheeni Kum), regia di R. Balki (2007)
- Saawariya - La voce del destino (Saawariya), regia di Sanjay Leela Bhansali (2007)